# Habenaria thomsonii
Habenaria thomsonii är en orkidéart som beskrevs av Heinrich Gustav Reichenbach. Habenaria thomsonii ingår i släktet Habenaria och familjen orkidéer.
Artens utbredningsområde är Kenya. Inga underarter finns listade i Catalogue of Life.